# Ugodnovići
Ugodnovići (en serbe cyrillique : Угодновићи) est un village de Bosnie-Herzégovine. Il est situé dans la municipalité de Teslić et dans la république serbe de Bosnie. Selon les premiers résultats du recensement bosnien de 2013, il compte 519 habitants.

## Démographie

### Évolution historique de la population dans la localité
| 1948 | 1953 | 1961 | 1971  | 1981  | 1991 | 2013 |
| ---- | ---- | ---- | ----- | ----- | ---- | ---- |
| -    | -    | 972  | 1 160 | 1 284 | 927  | 519  |

|  |

### Communauté locale
En 1991, la communauté locale d'Ugodnovići comptait 1 355 habitants, répartis de la manière suivante.